# 一個奇蹟的誕生
《一個奇蹟的誕生》（英語：Joy）是2024年Netflix原創英國傳記劇情電影，由班·泰勒（Ben Taylor）執導，傑克·索恩編劇，領銜主演包括比爾·奈伊、湯瑪辛·麥肯錫和詹姆士·諾頓。劇情改編自真人真事，講述三位英國醫療界的先鋒在1970年代聯手創造出世界第一位試管嬰兒露薏絲·布朗的故事。
電影於2024年10月15日在第68屆倫敦影展首映，同年11月22日於全球Netflix同步播出。

## 劇情大綱
1960至1970年代，護士兼胚胎師珍·帕爾迪（湯瑪辛·麥肯錫飾）、生理學博士羅伯特·愛德華茲（詹姆士·諾頓飾）以及婦產科醫師派崔克·史塔托（比爾·奈伊飾）三人為了幫助不孕症患者能夠孕育孩子，他們無畏眾人批判，共同開創了首個人類胚胎體外受精成功的案例。

## 演員及角色
- 比爾·奈伊 飾演 派崔克·史塔托：資深產科醫師。
- 湯瑪辛·麥肯錫 飾演 珍·帕爾迪（英语：Jean Purdy）：護士兼胚胎師，愛德華茲的實驗室研究助理。
- 詹姆士·諾頓 飾演 羅伯特·愛德華茲：生理學博士，試管嬰兒計劃的研究發起人。
- 喬安娜·史坎蘭 飾演 格拉迪絲（Gladys May）：帕爾迪的母親。
- 查莉·墨菲（英语：Charlie Murphy (actress)） 飾演 泰瑞莎（Trisha）：參與試管嬰兒計劃的女性團體的成員。
- 譚雅·穆迪（英语：Tanya Moodie） 飾演 穆里爾·哈里斯（Muriel Harris）：手術室主任。
- 艾拉·布魯科列里（英语：Ella Bruccoleri） 飾演 萊斯利·布朗（Lesley Brown）：露薏絲·布朗的母親，世上首位透過體外受精成功懷孕的女士。
- 瑞許·沙哈 飾演 阿倫（Arun）：初級醫生，帕爾迪的對象。

## 製作
2023年9月，宣布由班·泰勒（Ben Taylor）執導的電影《一個奇蹟的誕生》將由比爾·奈伊、湯瑪辛·麥肯錫和詹姆士·諾頓領銜主演，Wildgaze影業（Wildgaze Films）的費諾拉·德懷爾和阿曼達·波西共同擔任監製，百代電影公司的卡麥隆·麥克拉肯（Cameron McCracken）擔任執行製作人。劇作家傑克·索恩與妻子瑞秋·梅森共同開發劇本，主要由索恩撰寫故事內容，索恩表示這份劇本深深啟發自他本人的經驗，他和梅森的第一個孩子就是透過試管嬰兒技術而誕生。
演員陣容包括喬安娜·史坎蘭、查莉·墨菲、譚雅·穆迪、艾拉·布魯科列里和瑞許·沙哈；斯坎倫飾演珍·帕爾迪的母親格拉迪絲（Gladys），穆迪飾演手術室主任穆里爾·哈里斯（Muriel Harris），布魯科列里飾演露薏絲·布朗的母親萊斯利·布朗（Lesley Brown）。
電影於2023年9月開始在英國曼徹斯特、劍橋和紹斯沃爾德等地進行拍攝。

## 發行
前導預告於2024年10月2日上線。電影於同年10月15日在倫敦皇家節日音樂廳首映；11月15日在英國和愛爾蘭部分院線上映；全球其他地區於2024年11月22日在Netflix同步播出。

## 外部連結
- 互联网电影数据库（IMDb）上《一個奇蹟的誕生》的资料（英文）
- 在Netflix上觀看《一個奇蹟的誕生》
- 豆瓣电影上《一個奇蹟的誕生》的資料 （简体中文）